# Kroatische Sociaal-Liberale Partij

logo

De Kroatische Sociaal-Liberale Partij (Kroatisch: Hrvatska socijalno liberalna stranka, HSLS, daarvoor Hrvatski socijalno liberalni savez) is een liberale politieke partij in Kroatië. De partij is lid van de Liberale Internationale en de Partij van Europese Liberalen en Democraten. De langzittende partijleider is Dražen Budiša en de partijpresident is Đurđa Adlešić.
De HSLS was de eerste politieke partij van Kroatië nadat Kroatië in 1989 een meerpartijenstelsel kreeg. Zij was deel van de Koalicija narodnog sporazuma tijdens de eerste vrije verkiezingen in 1990. De HSLS was na de verkiezingen in 1992 de grootste oppositiepartij. Een fractie van de HSLS splitste zich in 1997 af om de Liberale Partij te vormen.
In 1998 sloot de HSLS een coalitieverbond met de SDP, die twee jaar later de verkiezingen won. Zij vervingen de Kroatische Democratische Unie als sterkste groep en vormde een nieuwe regering met vier andere partijen.
Toen de partij in 2002 zich opslitste en de Libra werd opgericht verliet de HSLS de regering. Tijdens de parlementsverkiezingen op 23 november 2003 won de partij samen met het Democratisch Centrum 4,0% van de stemmen; 3 van de 151 zetels waarvan twee voor de HSLS. De HSLS steunt de huidige regering van Ivo Sanader.
Na de lokale verkiezingen werd aangekondigd dat de HSLS een fusie aan zou gaan met de Liberale Partij. Deze partij stopte met haar activiteiten en haar leden en organisatie sloten zich op januari 2006 aan bij de HSLS. Đurđa Adlešić werd de opvolger van Ivan Čehok.